# Ivan Boultinovitch Kitanov
 (septembre 2016).
 (novembre 2016).
Si vous disposez d'ouvrages ou d'articles de référence ou si vous connaissez des sites web de qualité traitant du thème abordé ici, merci de compléter l'article en donnant les références utiles à sa vérifiabilité et en les liant à la section « Notes et références ».
Ivan Boultinovtich Kitanov (1858-1926) est un lama bouddhiste d'origine kalmouk, né dans la tribu Beliavine dans le district de Salsk de l'oblast de l'armée du Don.

## Biographie
Le lama Kitanov est né dans l'année lunaire du mouton en 1858.
À l'âge de 27 ans, il devient le Baksha (moine) du Khurul  dans sa tribu natale. La population le connaît par son nom ecclésiastique, Gavang Arash.
En 1920, Gavang Arash succède à Chourgoutchi Nimgirov comme le lama des Kalmouks du Don, il sera la dernière personne à tenir officiellement ce titre.
Gavang Arash occupe ce poste jusqu'en 1925, lorsqu'il est contraint de démissionner en raison des politiques anti-religions des bolcheviks.
Un an plus tard, dans l'année lunaire du tigre (1926), Gavang Arash décède à l'âge de 68 ans sur le 25e jour du Tsagaan Sar (signifiant « mois blanc », il est également le Nouvel an mongol au mois de février).